# Karl Ludwig Domenigg
Karl Ludwig Domenigg (Lubiana, 2 giugno 1867 – Salisburgo, 2 giugno 1950) è stato un alpinista e giornalista austriaco, naturalizzato italiano dal 1923 al 1948, fu uno dei più dotati alpinisti austriaci della sua epoca per tecnica, numero e qualità delle vette scalate. Esperto sciatore, in settant'anni scalò circa 5.000 vette e prese parte a 53 prime ascensioni e 99 ascensioni.

## Biografia
Domenigg (Doménigg) Karl Ludwig  nacque a Laibach, Carniola (Lubiana, SLO), il 2 giugno 1867 e  morì a Salisburgo, il 2 giugno 1950. Di religione cattolica romana, in seguito forse divenne protestante, era figlio del mercante Andreas Domenigg ed Emilie Domenigg, nata Schmiedl. Dal 1920 fu sposato con Bogumilla Leopoldine Domenigg, nata Ziegler (nata il 31 ottobre 1887).  Domenigg fu introdotto all'alpinismo da sua madre da bambino, e frequentò il liceo a Graz. Dal 1887 al 1895 fu segretario dell'Associazione statale per il turismo in Stiria e redattore del “Tagespost” di Graz. Dal 1896 al 1904 lavorò come direttore termale a Gries presso Bolzano. Intorno al 1900 si trasferì a Bolzano, dove lavorò anche come redattore per il “Bozner Zeitung”. Allo stesso tempo, cercò di promuovere il turismo in entrambi i luoghi. Dal 1905 fu segretario senior dell'associazione turistica regionale di Vienna e della Bassa Austria, prima di tornare a Bolzano nel 1913 come direttore delle terme e dei trasporti. Durante la prima guerra mondiale assunse la direzione dell'ufficio di assistenza di guerra sul fronte tirolese. Nel dopoguerra ricoprì un incarico dirigente nell'Azienda di cura, soggiorno e turismo e ottenne la cittadinanza italiana nel 1923. Nel 1929 fu l'ultimo funzionario “austriaco” a lasciare il servizio in Alto Adige, si trasferì a Salisburgo e lì divenne direttore dell'associazione turistica regionale. Nel 1931 Domenigg fu messo in servizio presso l'Ufficio statale dei trasporti di Salisburgo, dove diresse il dipartimento del Servizio statale di viaggio. Nel 1934 si dimise dall'incarico a causa del "divieto dei mille marchi" e si dedicò nuovamente al giornalismo. Durante la seconda guerra mondiale lavorò nell'archivio centrale dell'ufficio di collocamento di Salisburgo dell'amministrazione delle postazioni dell'esercito e nell'ufficio dell'abbigliamento dell'esercito. Dopo lo scioglimento del Club alpino tedesco nel 1945, Domenigg lavorò inizialmente come direttore ad interim e dal 1946 come amministratore delegato del comitato di liquidazione del Club alpino per la regione di Salisburgo. Nel 1948 ricevette nuovamente la cittadinanza austriaca.

## Carriera alpinistica
Domenigg diventò famoso come alpinista e in settant'anni  scalò circa 5.000 vette e prese parte a 53 prime ascensioni e 99 ascensioni. In compagnia di grandi alpinisti come Viktor Wolf von Glanvell,  Günther von Saar, Felix König, Aemilius Hackere, Hans Reinl viaggiò principalmente nelle Dolomiti. Scalò, tra le altre, la Kleiner Zwölfer (Glanvellturm) nel 1896, il Dito di Dio nel 1897, la parete nord del Pisciadù nel 1902 e la parete nord della Punta Santner, nel 1904 nonché la parete nord della Cima di Val di Roda. La parete nord del monte Triglav, che completò nonostante le cattive condizioni fisiche, è considerata la sua più grande arrampicata in parete. Nel natale del 1900, insieme a Günther von Saar e Othmar Sehrig, tra gli altri, riuscì a realizzare la prima scalata con gli sci del Großvenediger e nel 1904 della ghiacciata Wandspitze nelle Alpi della Zillertal. Insieme a Victor Wolf von Glanvell e von Saar  dedicò quattro estati all'esplorazione delle Alpi Clautane, fino ad allora completamente incontaminate. Domenigg svolse un importante lavoro di sviluppo, soprattutto nelle Dolomiti altoatesine e nelle montagne dell'Hochschwab. Inoltre,  contribuì alla letteratura alpina e d'alta montagna in Austria e  scrisse opere sul turismo.

## Pubblicazioni
Tra le altre cose suoi articoli sono apparsi sulla “Österreichische Tourismus-Zeitung”, sulla “Fremden-Zeitung” e sulla “Österreichische Alpenpost”. Degni di nota sono il suo magnifico album illustrato trilingue “Nell'incanto del roseto”, pubblicato intorno al 1900, sull'area di Bolzano-Gries, le montagne associate e le località termali e di cura della zona, e la sua monografia “Una vita da alpinista”, pubblicata nel 1949. Domenegg fu tra l'altro vicepresidente del Club turistico austriaco dal 1903 al 1904 e membro del consiglio direttivo dell'Associazione montana austriaca dal 1905 al 1910. Nel 1910 divenne associato. Membro della Società per la Fotografia dell'Associazione Alpina Austriaca. Nello stesso anno gli venne conferito il titolo di Consigliere Imperiale.
- Su sentieri poco battuti, in: Oesterreichische Tourismuszeitung 13, 1893, 14, 1894, 16, 1896; Stazione climatica di Gries presso Bolzano, Alto Adige, 1904; Panorama dal Corno del Renon (2261 m) presso Bolzano (Alpi Sarentine), 1904 (secondo A. Walther); Bolzano Capo..., 1926 (secondo H. Kiene).
- Messaggero per il Tirolo, 5 ottobre 1904; Salisburgo Volkszeitung, 31 maggio, Salisburgo Tagblatt, 2 giugno 1947; Montagne e patria 2, 1947, pagina 119 ss.